# Чакир 2-й
Чакир 2-й (рос. Чакыр 2-й)  — село Амгинського улусу, Республіки Саха Росії. Входить до складу Чакирського наслегу.
Населення —  497 осіб (2015 рік). 